# Czarny wywiad
Czarny wywiad – rodzaj wywiadu, którego zadaniem jest uzyskanie chronionych informacji bez względu na zastosowane metody, często na pograniczu prawa bądź wbrew niemu. Czarny wywiad utożsamiany jest ze szpiegostwem. 
Głównym celem czarnego wywiadu jest zdobycie informacji niejawnych, posługując się wszelkimi metodami, również nielegalnymi:
- zakładanie podsłuchów,
- kradzież tożsamości,
- łamanie haseł i zabezpieczeń,
- wywieranie nacisku,
- prowokacja.